# Le Maître du passé
Le Maître du passé (titre original : Past Master) est un roman de Raphael Aloysius Lafferty publié en 1968.
Cet ouvrage fut nommé pour le prix Hugo du meilleur roman 1969.